# Kash Patel
Kashyap Pramod Vinod „Kash“ Patel (* 25. února 1980 Garden City stát New York) je americký právník, federální prokurátor a od 21. února 2025 ředitel FBI.

## Mládí a vzdělání
Otec pochází Indie a matka z Tanzanie.
Patel vystudoval střední školu Garden City High School na Long Islandu.
Po střední škole získal Patel v roce 2002 bakalářský titul v oboru historie a trestního soudnictví na University of Richmond.
V roce 2004 získal certifikát v oboru mezinárodního práva na University College London v Anglii a v roce 2005 dokončil doktorát na Pace University School of Law.

## Právní a vládní kariéra (2006–2020)
Po studiích se Patel přestěhoval na Floridu a v dubnu 2006 byl přijat za člena floridské advokátní komory. Následujících osm let strávil jako veřejný obhájce, nejprve v kanceláři veřejného obhájce v okrese Miami-Dade a později jako federální veřejný obhájce. Zastupoval klienty obviněné z trestných činů včetně mezinárodního obchodu s drogami, vražd, porušování zákonů se střelnými zbraněmi a pašování hotovosti.

## Advokát na Ministerstvu spravedlnosti (2014–2017)
V roce 2014 byl Patel najat jako soudní právník v divizi národní bezpečnosti Ministerstva spravedlnosti Spojených států, kde současně působil jako právní styčná osoba pro Společné velitelství speciálních operací. V roce 2017 byl jmenován hlavním poradcem pro boj proti terorismu ve Výboru pro zpravodajské služby Sněmovny reprezentantů.

## Hlavní poradce předsedy sněmovního výboru pro zpravodajské služby, (2017–2018)
V dubnu 2017 se Patel stal hlavním poradcem předsedy sněmovního výboru pro zpravodajské služby Devina Nunese.

## Ředitel Federálního úřadu pro vyšetřování
V listopadu 2024 Trump nominoval Patela jako nástupce Christophera A. Wraye ve funkci ředitele Federálního úřadu pro vyšetřování.
Dne 13. února 2025 hlasoval senátní justiční výbor v poměru 12:10 podle stranických linií a doporučil Patelovu nominaci na post ředitele FBI. Dne 18. února Senát hlasoval v poměru 48:45 podle stranických linií pro předložení nominace Patelové k plnému hlasování v Senátu.
Dne 21. února 2025 složil do rukou ministryně spravedlnosti Pam Bondi přísahu jako 9. ředitel Federálního úřadu pro vyšetřování. Tímto jmenováním se stal prvním indickým Američanem a prvním hinduistickým Američanem, který se stal ředitelem FBI.